# 愛知県立一宮西高等学校
愛知県立一宮西高等学校（あいちけんりつ いちのみやにしこうとうがっこう）は、愛知県一宮市萩原町に所在する公立の高等学校。

## 設置学科
- 普通科
  - 国際理解コース

## 特色
- 通称は「西高」（にしこう）。
- スクールモットーは、「自由で明るく－規律と責任－」。
- 学校祭（西高祭）、球技大会、予餞会などの行事がある。
- 65分間（10分間休憩）5限授業。

## 沿革
- 1964年（昭和39年）4月1日 - 愛知県立一宮高等学校西分校として開校。
- 1965年（昭和40年）4月1日 - 定時制課程（昼間二交替制）家庭科併設。
- 1966年（昭和41年）4月1日 - 愛知県立一宮西高等学校として独立。
- 1973年（昭和48年） - 学校群制度導入（一宮学校群）。
- 1974年（昭和49年）4月1日 - 定時制課程普通科設置。
- 1987年（昭和62年）3月31日 - 定時制課程廃止。
- 1989年（平成元年） - 複合選抜入試制度導入（尾張1群Bグループ）。
- 2017年（平成29年）4月1日 - 国際理解コース設置。

## 著名な出身者
- 海部篤（在ウィーン国際機関政府代表部大使、CTBTO準備委員会議長）
- 松井圭介（愛知県副知事、名古屋高速道路公社理事長、上飯田連絡線社長）
- 加藤晃（東海テレビアナウンサー）
- 小塩真司（心理学者、早稲田大学教授）
- 片岡真実（キュレーター、森美術館館長、国立アートリサーチセンター長）
- 林秀樹（薬剤師、薬学者）
- 佐藤友香（元東海ラジオアナウンサー）
- 高桑満（俳優、声優）

## アクセス
- 名鉄尾西線 二子駅下車、徒歩で約6分。